# Lanceoppia willmanni
Lanceoppia willmanni är en kvalsterart som beskrevs av Hammer 1968. Lanceoppia willmanni ingår i släktet Lanceoppia och familjen Oppiidae. Inga underarter finns listade i Catalogue of Life.